# Battaglia di Medellín
La battaglia di Medellín è stato un sanguinoso episodio della conquista della Spagna da parte di Napoleone I, che fu combattuta il 28 marzo 1809 durante la guerra d'indipendenza spagnola. Le truppe francesi, agli ordini del maresciallo Claude-Victor Perrin e quelle spagnole, agli ordini del generale Don Gregorio Garcia de la Cuesta si scontrarono tra Medellín e Don Benito.  La battaglia, che segna il primo sforzo importante dei Francesi per occupare la Spagna meridionale, terminò con la vittoria francese.

## Preludio
Il maresciallo Victor iniziò la sua spinta verso sud, con l'obiettivo di distruggere l'armata dell'Estremadura, comandata dal generale Cuesta, che batté in ritirata. Quest'ultimo ricevette il 27 marzo il rinforzo di 7000 soldati e decise di affrontare i francesi, piuttosto che continuare a ritirarsi.
Il campo di battaglia si trovava proprio a sud-est di Medellín, a circa 300 km a sudovest di Madrid. Il fiume Guadiana corre in direzione ovest-est al limite settentrionale del capo di battaglia e riceve le acque dell'affluente Ortigosa, che segue una direzione nord-sud, il che impediva agli Spagnoli ogni tentativo di attaccare i Francesi sul loro fianco destro.
Victor aveva circa 17500 uomini quando Cuesta disponeva di circa 23000. Tuttavia i Francesi surclassavano gli Spagnoli in artiglierie nella proporzione di 50 a 30 e potevano anche contare su una cavalleria più numerosa, 4500 cavalieri contro i 3000 spagnoli.
I due generali spiegarono le loro forze in un modo inusuale. La disposizione di Victor pare tuttavia la più ragionevole. Il centro dell'armata francese, agli ordini del generale Villatte, occupò la strada principale che conduce da Medellín a Don Benito nel sudest, mentre le ali, comandate dal generale Lasalle (ala sinistra) e dal generale La Tour-Maubourg (ala destra) furono dispiegate molto più lontano a sud e a sudest. Ciascuna ala era composta da una divisione di cavalleria e da due battaglioni di fanteria costituiti da soldati tedeschi della Confederazione del Reno. Apparentemente l'intenzione di Victor era quella di ravvicinare progressivamente il centro fino a che un potente contrattacco "bruciasse" le linee spagnole. La riserva di Victor era costituita da una divisione di fanteria agli ordini del generale Ruffin, che non doveva prendere parte alla battaglia.
Il piano originale di Victor offre un vivo contrasto se paragonato agli errori di Cuesta: in effetti, quest'ultimo non costituì riserve e si accontentò di dispiegare i suoi 23000 uomini su quattro file in un arco di 6600 metri che andavano dalla Guadiana all'Ortigosa. Il suo piano era semplicemente attaccare le ali francesi e sperare di incastrare così l'armata francese, dando le spalle a Medellín e alla Guadiana, che era proprio ciò che Victor si aspettava.

## Svolgimento della battaglia
Il tiro dell'artiglieria iniziò verso l'una del pomeriggio e Cuesta ordinò l'attacco circa un'ora dopo. All'inizio gli Spagnoli ebbero molto successo e respinsero una carica prematura di cavalleria sul loro fianco sinistro da parte dei dragoni (2º e 4º reggimento) di La Tour-Maubourg, che provocò un rinculo delle due ali francesi, il tutto sotto un fuoco mortale dei tiratori sulle file francesi.
La situazione di Lasalle era piuttosto pericolosa, poiché la presenza di la Guadiana alle sue spalle impediva ai suoi 2000 cavalieri e 2500 fanti di retrocedere per più di un chilometro e mezzo. Tre reggimenti di cavalleria spagnola si aggiravano nei pressi del fiume Guadiana e cercavano di circondare i francesi sulla sinistra, ma Lasalle e i suoi uomini tennero le loro pericolose posizioni.
In questa fase della battaglia le due ali francesi erano arretrate a sufficienza per trovarsi a distanza di intervento della divisione di Villatte. Il settore occidentale di La Tour-Maubourg fu rafforzato dal 94º reggimento di fanteria di linea e da un battaglione di granatieri. I dieci cannoni francesi in batteria in questa parte del campo di battaglia contribuirono inoltre a stabilizzare la situazione poiché essi surclassavano nettamente i loro omologhi spagnoli.
La fanteria spagnola tuttavia continuava la sua spinta e creò molti problemi agli uomini di La Tour-Maubourg, che avevano formato dei quadrati per proteggersi dalle cariche di cavalleria e di conseguenza avevano una potenza di fuoco limitata. Appena gli Spagnoli minacciarono di catturare i cannoni francesi, La Tour-Maubourg ordinò un nuovo attacco di dragoni. Questa volta la carica riuscì. I dragoni misero in rotta i reggimenti di cavalleria spagnoli, che fuggirono dal campo di battaglia lasciando la fanteria isolata, la quale prese ugualmente la fuga. Non avendo Cuesta riserve, una breccia di tale rilievo era precisamente ciò che poteva capitare di peggio alla sua fragile linea di combattimento.
Da quel momento gli eventi precipitarono. Lasalle ricevette i rinforzi di sette battaglioni di fanteria da parte di Villatte, e quando egli vide lo sbandamento degli Spagnoli a ovest, ordinò lui stesso un potente contrattacco. Il 2º reggimento ussari, accompagnato da un reggimento di cacciatori a cavallo, sbaragliò la cavalleria spagnola, si riformò e caricò una volta di più la fanteria abbandonata sul fianco est. I battaglioni di Lasalle, che non erano ancora stati impegnati, lanciarono un attacco frontale e i dragoni si abbatterono subito sul centro dell'armata spagnola, che tentò la fuga in tutti i modi. Molti furono i soldati che caddero in questa ritirata caotica e l'armata di Cuesta risultò annientata.

## Ripercussioni
Questa giornata fu disastrosa per Cuesta, che mancò poco a perdere la vita in battaglia. Gli Spagnoli lamentarono 8000, tra morti e feriti, circa 2000 prigionieri 20 dei loro 30 cannoni. Nella sua Histoire du Consulat et de l'Empire (Storia del Consolato e dell'Impero), a pagina 51, Adolphe Thiers parla di 9-10000 morti o feriti, 4000 prigionieri e 16 bocche da fuoco. Dalla loro parte, i Francesi persero 1000. Fu la seconda disfatta maggiore di Cuesta di fronte ai Francesi dopo la battaglia di Medina de Rioseco nel 1808.
Questa battaglia inaugurò la conquista della Spagna meridionale da parte dei Francesi.